# Dobrego dnia
Dobrego dnia – singel polskiej piosenkarki Juli z jej trzeciego albumu studyjnego, zatytułowanego Milion słów.

## Geneza utworu i historia wydania
Piosenka została napisana i skomponowana przez Bartosza Zielonego, Julitę Fabiszewską i Katarzynę Chrzanowską.
Singel ukazał się w formacie digital download 20 lutego 2017 w Polsce za pośrednictwem wytwórni płytowej Warner Music Poland. Kompozycja została umieszczona na trzecim albumie studyjnym Juli – Milion słów.
Do utworu powstał teledysk w reżyserii Kamila Krawczyckiego, który udostępniono w dniu premiery singla za pośrednictwem serwisu YouTube.

## Pozycje na listach airplay
| Kraj   | Lista             | Najwyższa pozycja |
| ------ | ----------------- | ----------------- |
| Polska | OLiA              | 11                |
| Polska | AirPlay – Nowości | 3                 |